# Jeux de la Francophonie de 2005
 (avril 2025).
Navigation
Ottawa-Hull 2001 Beyrouth 2009
Les Jeux de la Francophonie 2005, Ves Jeux de la Francophonie, se sont déroulés du 7 au 17 décembre 2005 à Niamey au Niger.

## Concours et compétitions au programme
6 sports figurent au programme :
- Athlétisme masculin et féminin
- Basket-ball féminin
- Boxe masculine
- Football masculin
- Judo masculin et féminin
- Tennis de table masculin et féminin
- Lutte traditionnelle ouest-africaine masculine (en démonstration, discipline de spectacle)

7 concours culturels et artistiques sont également proposés : 
- Chanson
- Contes et conteurs
- Danse de création et d'inspiration traditionnelle
- Littérature
- Peinture
- Photographie
- Sculpture

## Participants
| Bénin (18) Bulgarie (4) Burkina Faso (50) Burundi (4) Cambodge (3) Cameroun (85) Canada (82) Nouveau-Brunswick (8) Québec (40) Cap-Vert (3) République centrafricaine (22) Tchad (24) Comores (7) Communauté française de Belgique (23) République démocratique du Congo (44) | Égypte (15) Guinée équatoriale (5) France (131) Gabon (18) Guinée (37) Guinée-Bissau (7) Haïti (38) Côte d'Ivoire (43) Liban (17) Lituanie (7) Luxembourg (7) Macédoine du Nord (NC) Madagascar (29) Mali (44) | Maurice (18) Monaco (2) Maroc (108) Niger (98) République du Congo (35) Roumanie (50) Rwanda (5) Sainte-Lucie (3) Sénégal (69) Seychelles (15) Suisse (16) Togo (17) Tunisie (27) Viêt Nam (4) |

## Résultats

### Tableau des médailles

#### Décompte final[2]
| Rang | Nation                           | Or | Argent | Bronze | Total |
| ---- | -------------------------------- | -- | ------ | ------ | ----- |
| 1    | France                           | 33 | 21     | 12     | 66    |
| 2    | Maroc                            | 12 | 12     | 14     | 38    |
| 3    | Égypte                           | 6  | 1      | 7      | 14    |
| 4    | Roumanie                         | 4  | 8      | 6      | 18    |
| 5    | Canada                           | 4  | 6      | 9      | 19    |
| 6    | Tunisie                          | 3  | 6      | 10     | 19    |
| 7    | Côte d'Ivoire                    | 3  | 5      | 3      | 11    |
| 8    | Burkina Faso                     | 2  | 3      | 7      | 12    |
| 9    | Liban                            | 2  | 1      | 1      | 4     |
| 10   | Bénin                            | 2  | 0      | 0      | 2     |
| 10   | Tchad                            | 2  | 0      | 0      | 2     |
| 12   | Sénégal                          | 1  | 4      | 6      | 11    |
| 13   | Niger (pays hôte)                | 1  | 2      | 2      | 5     |
| 14   | Seychelles                       | 1  | 1      | 0      | 2     |
| 15   | Rwanda                           | 1  | 0      | 2      | 3     |
| 16   | Madagascar                       | 1  | 0      | 1      | 2     |
| 17   | Lituanie                         | 1  | 0      | 0      | 1     |
| 18   | Maurice                          | 0  | 2      | 2      | 4     |
| 19   | Québec                           | 0  | 2      | 1      | 3     |
| 20   | Cameroun                         | 0  | 1      | 4      | 5     |
| 21   | République du Congo              | 0  | 1      | 2      | 3     |
| 21   | Gabon                            | 0  | 1      | 2      | 3     |
| 21   | Luxembourg                       | 0  | 1      | 2      | 3     |
| 24   | Cap-Vert                         | 0  | 1      | 1      | 2     |
| 24   | Mali                             | 0  | 1      | 1      | 2     |
| 26   | Nouveau-Brunswick                | 0  | 1      | 0      | 1     |
| 27   | Communauté française de Belgique | 0  | 0      | 5      | 1     |
| 28   | Macédoine du Nord                | 0  | 0      | 1      | 1     |
| 28   | Sainte-Lucie                     | 0  | 0      | 1      | 1     |
| 28   | Suisse                           | 0  | 0      | 1      | 1     |